# GFD Investimentos
GFD Investimentos é uma empresa de fachada criada pelo ex-deputado José Janene e Alberto Youssef para trazer o dinheiro de Janene para o Brasil, de forma a regularizar o patrimônio.

## Outras empresas de fachada
Outras empresas de fachada investigadas pela Operação Lava Jato que são de Youssef, mas que estavam no nome do seu empregado, Waldomiro de Oliveira.
- MO Consultoria[2]
- RCI Software[2]
- Empreiteira Rigidez[2]

## Herança
A contadora Meire Poza que trabalhou com o doleiro, disse que Youssef foi um dos principais beneficiados com a morte de Janene, ao “herdar” o espólio da GFD Investimentos. “Puta herança. Caiu no colo dele. Eu acho que o Beto acendeu a vela ao contrário. Acendeu a vela para o Janene morrer”, disse Meire.

## Investigações
Material apreendido pela Polícia Federal durante a Operação Lava Jato, aponta que entre agosto de 2011 e maio de 2012, a GFD Investimentos recebeu pagamentos das nove empreiteiras da ordem de R$ 5,5 milhões.

## Parlamentares
Em um dos processo da Operação Lava Jato, da Polícia Federal (PF), Meire em entrevista reafirmou que tinha conhecimento da relação próxima entre o doleiro e os ex-deputados federais André Vargas (PT-PR), Luiz Argôlo (SDD-BA) e Mário Negromonte (PP-BA).
Ainda de acordo com as investigações, João Vaccari Neto, esteve na sede de uma das empresas usadas pelo doleiro Youssef em esquema de lavagem de dinheiro.

## Denúncia
Além de Youssef e Carlos Alberto, da GFD Investimentos, também foram denunciados Leonardo Meirelles, Leandro Meirelles, Pedro Argese Júnior, Esdra de Arantes Ferreira e Raphael Flores Rodriguez. Leonardo Meirelles era um dos sócios do laboratório Labogen, que chegou a firmar convênio de R$ 31 milhões com o Ministério da Saúde em 2013, mas era mais utilizado como passagem de dinheiro para o exterior.

## Condenações
Dentre alguns dos condenados na Operação Lava Jato, estão os que foram denunciados a partir da empresa GFD Investimentos e Labogen.